# Туверак
Тувера́к (фр. Touvérac) — коммуна во Франции, находится в регионе Пуату — Шаранта. Департамент — Шаранта. Входит в состав кантона Бень-Сент-Радегонд. Округ коммуны — Коньяк.
Код INSEE коммуны — 16384.
Коммуна расположена приблизительно в 440 км к юго-западу от Парижа, в 140 км южнее Пуатье, в 45 км к юго-западу от Ангулема.

## Население
Население коммуны на 2008 год составляло 744 человека.
| 1962 | 1968 | 1975 | 1982 | 1990 | 1999 | 2008 |
| ---- | ---- | ---- | ---- | ---- | ---- | ---- |
| 721  | 722  | 668  | 765  | 643  | 577  | 744  |

## Экономика
В 2007 году среди 362 человек в трудоспособном возрасте (15—64 лет) 244 были экономически активными, 118 — неактивными (показатель активности — 67,4 %, в 1999 году было 63,0 %). Из 244 активных работали 226 человек (122 мужчины и 104 женщины), безработных было 18 (9 мужчин и 9 женщин). Среди 118 неактивных 27 человек были учениками или студентами, 45 — пенсионерами, 46 были неактивными по другим причинам.

## Фотогалерея

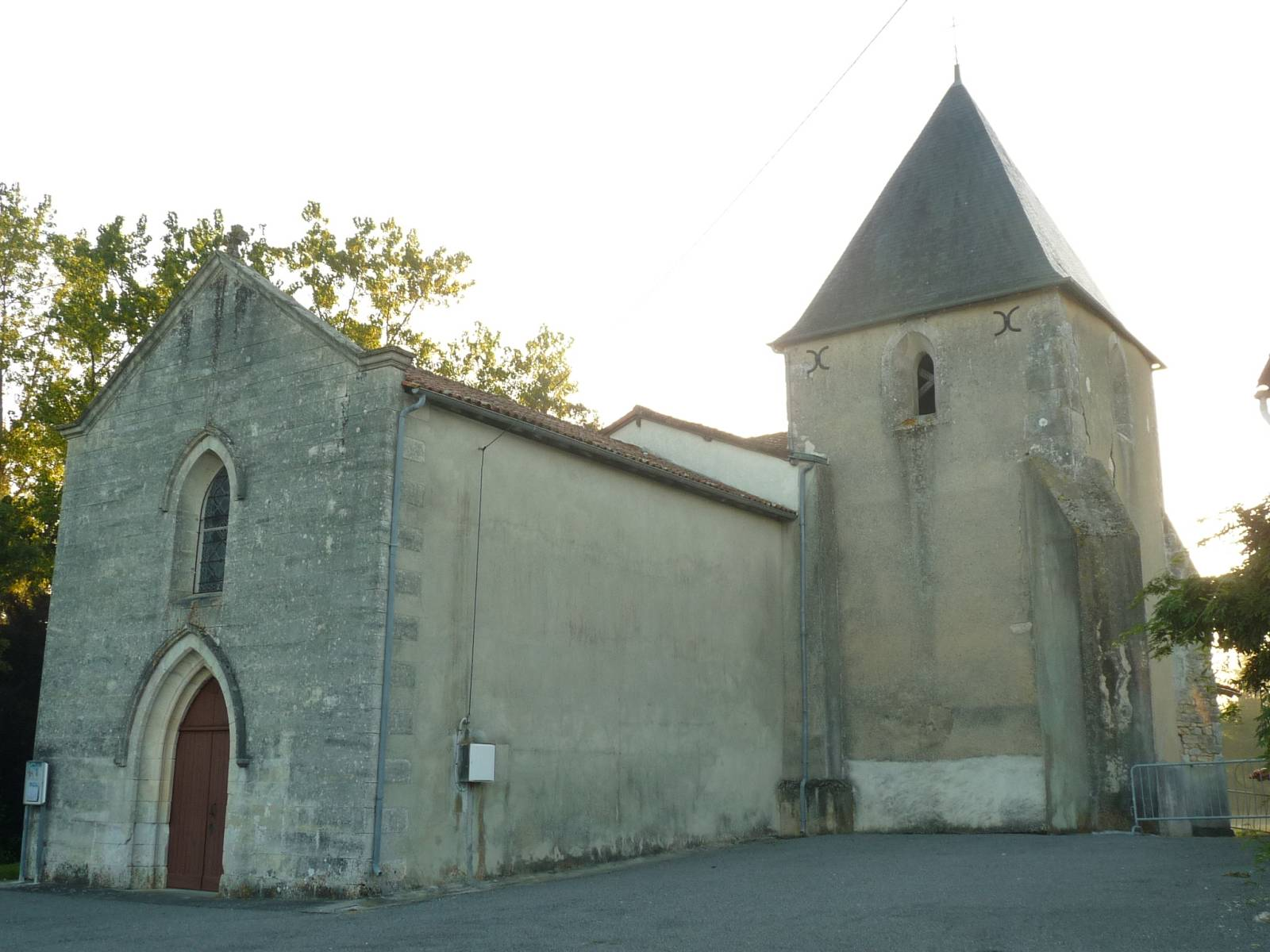
Церковь Сен-Мартен
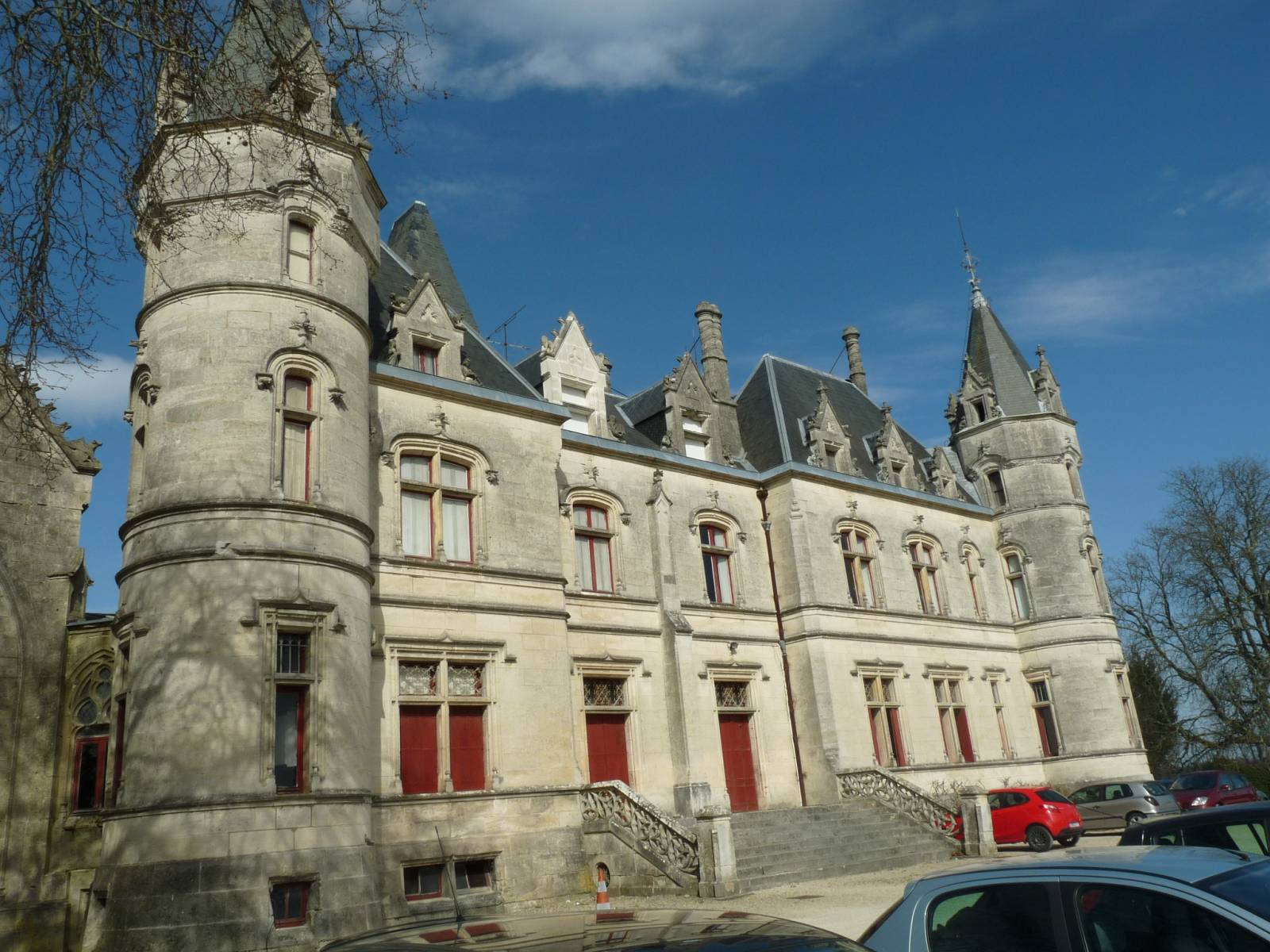
Замок Сен-Бернар
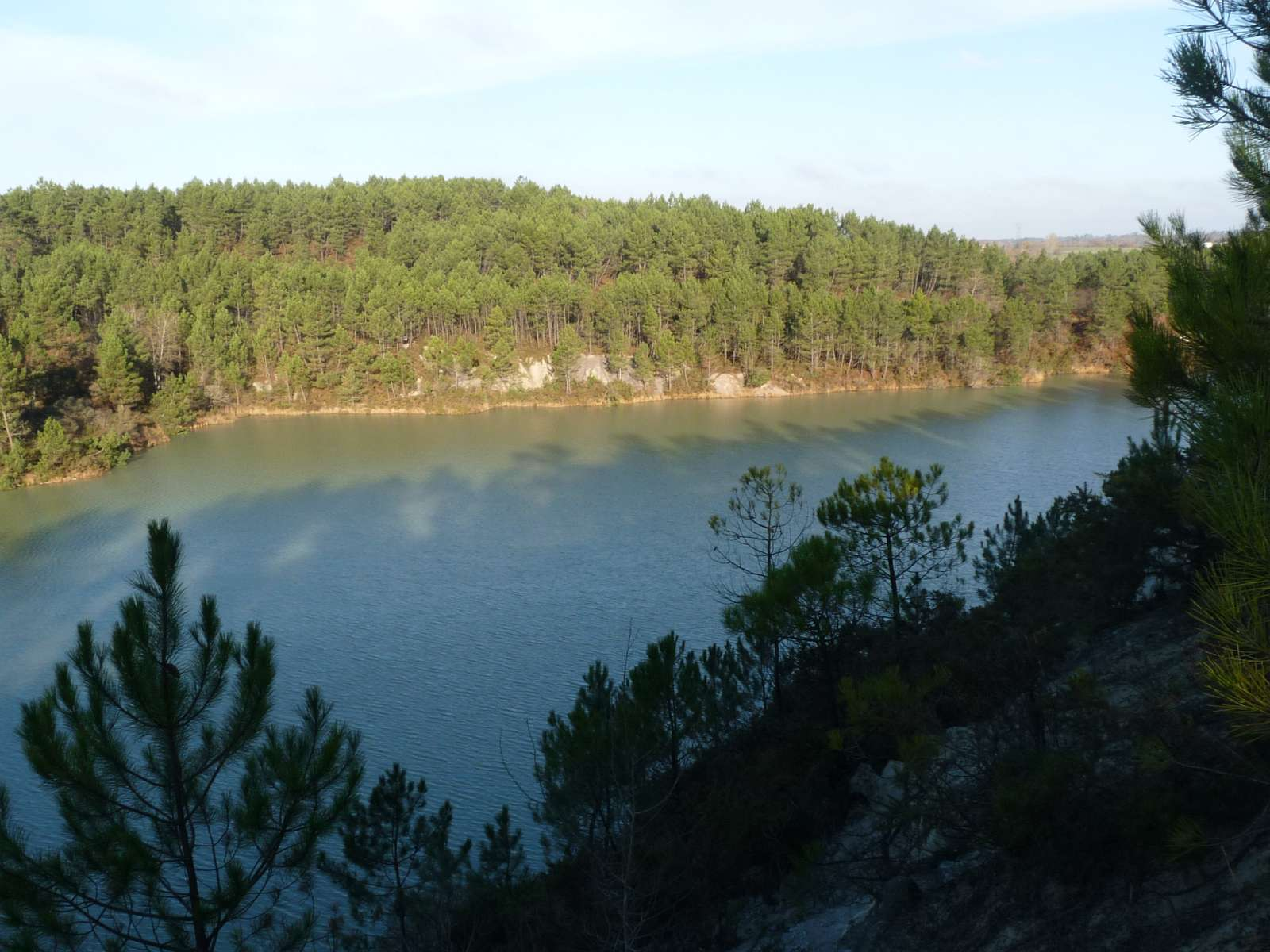
Бывший карьер